# Aroeiras do Itaim
Aroeiras do Itaim est une municipalité brésilienne située dans l'État du Piauí.